# Њемачки препеличар
Њемачки препеличар је кошчат, мишићав пас из породице шпанијела, средње величине са дугачким, густим и валовитим крзном. Његова чврстоћа му омогућује да добави и теже плијенове као што су зечеви и лисице. Уши су дугачке, али не до врха, него до средине њушке. Два пута су дужи него виши (у питању је дужина од гребена до коријена репа, а висина до гребена). Мало је већи од спрингер шпанијела. Длака на глави је кратка и мека.

## Основно
- Животни вијек: 12 - 14 година
- Мужјак
  - Висина 46-54 cm
  - Тежина 20-28
- Женка
  - Висина 44-52 cm
  - Тежина 20-28

## Спољашњост
Њемачки препеличар је живахне и пријатне нарави и добар је и као радни пас и као кућни љубимац. 
Величином и краткоћом наликује њемачком дугодлаком птичару, али није тако високоног, већ је пас изражене правоугаоне фигуре. Малом носачу великих терета (лисица и зец) какав је овај, потребна је фигура ненаглашене дужине. Њемачки препеличар треба да има, добре кости и мишиће, није нити високог раста нити налик на хрта, нити је тежак и низак. Много више мора бити мишићав и и да има суве и једре кости, изражених дугих линија, што значи да је дуг у гребену и сапима, веома кратак у леђима и са широким и снажним бубрежним дијелом, тако да на повоцу одаје више утисак правоуганог, него кратког пса. Ова раса мора посједовати и снагу и издржљивост за најдужи лони дан на тешком терену и/или снијегу.

## Темперамент
Ова раса је разноврсна по начинима на који се може употријебити за лов. Користе се за лов на брдску дивљач, са добрим могућностима добављања као и било која врста ретривера. Такође су одлични и као гоничи, у праћењу крвавог трага, и изврстан птичар. Веома интелигентан пас, агресиван у лову и у води.

## Здравље
Ова раса нема проблема са дисплазијом кукова. У постојбини ове расе, Њемачкој, одгајивачи, за парење, морају да добију дозволу од Њемачког клуба њемачких препеличара. Прије тога, ови препеличари, морају проћи специфичне ловне тестове и доставити рендгенске снимке и мужјака и женке, са ветеринарском потврдом да пас нема дисплазију кукова. Њемачка скала дисплазије кукова иде од 0 до 4, при чему 3 и 4 се не могу парити. Купци паса ове расе морају да траже оцјену дисплазије кукова од одгајивача и не куповати псе чији родитељи имају лоше кукове. Криве ноге и ишчашена (споља извијена) стопала су такође проблем. Ови пси такође могу имати проблема са кожом и алергијама.

## Историја
Осамдесетих година деветнаестох вијека, група њемачких ловаца је одлучила да поново афирмише (тачније да је поново створи) Штобер расу паса (Stober), разноврсних ловачких способности, спомињана у њемачкој историји почетком осамнаестог вијека. Штобер је био познат као добар трагач крви. Трагови ове расе, нађени у Баварској, су укрштани са спортским шпанијелима који су били доказани као страствени ловци. Wachtelhund, како се зове у Њемачкој, је званичко признат 1903. године. Њемачки клуб њемачких препеличара (Verein fur Deutsche Wachtelhund - VDW ) дозвољава само ловцима и ловочуварима да посједују ову врсту, па се пси ове расе ни не продају не-ловцима. 
Њемачки препеличар је признат од УКЦ 1996-године.

## Карактеристике расе

### Глава
Сува глава, са слабим уснама и неистакнутим жваљама. Лобања и њушка су приближно исте дужине. Горњи дио главе је раван, и није преширок. Кврга на потиљку (карактеристика шпанијела) није примјетна, као и чеони прелом. Чеона бразда не постоји или је слабо изражена. Јагодичне кврге нису истакнуте.
Њушка је дуга, снажна, са широким носником, није четвртаста, овнујски носник. Велика носна печурка са широким ноздрвама. Снажно и затварајуће зубало са маказастим загризом. Тешка мана су предгриз и подгриз.

### Очи
Боја по могућству, тамнобраон. Очи су бистре, изражајне, средње велике, бадемастог облика и косо постављене. Никако не смију бити велике или буљаве, али ни упале. Веома добро затворене са чврсто прилежућим капицама без видљиве црвене вежњаче. Добре очи и исправан положај очију, уз правилну грађу лобање су веома важни при цуњању у шевару, густим четинарима, трњу и јесењим травама.

### Уши
Уши су високо и широко усађене, равне, без увртања, објешене непосредно иза очију. Нису предуге, нису дебеле, меснате и режњасте. Дозвољено је када су повучене ка напред, да допиру до носне печурке. Делују дуже, него што стварно јесу, због густе, дуге, длаке на ушима, која може бити коврџава.

### Нос
Браон боје и помичан. Носна печурка по могућству велика и са добро отвореним ноздрвама.

### Врат
Врат је снажан и племенит, није кратак, без било каквог подгушњака, у груди и леђа прелази у лијепој линији. Потиљак мора бити нарочито снажан и јако мишићав да би пас могао апортирати сразмјерну тежину.

### Леђа
Леђна линија од почетка гребена до коријена репа, дупно је већа од висине гребена. Гребен је висок и дуг, леђа веома кратка и затегнута, без усека иза гребена. Бубрежни дио је кратак али и широк, и дубоко ка слабинама мишићав, благо заобљен. Сапи су равне и дуге, због тога дубока и широка карлица и широка бутина налазе мјеста за везу, на основу чега проистиче снага и квалитет задњег дијела.

### Груди
Гледано сприједа, груди нису уске. Гледано са стране, овалног попречног пресјека и велике дубине, чак дубље и од лактова. Грудни кош је дуг, посебно су дуга лажна ребра, добро заобљен, али никако бачваст, такође ни раван.

### Стомак и бокови
Од витких ребара осредње уназад прикупљени.

### Реп
Високо усађен, у мировању је ношен равно или нагоре, не превише стрмо подигнут. Испред дивљачи, у живахном покрету. Умјерено скраћен, да би се спријечило ударање ногу при цуњању. Реп се купира на 1/3 дужине код штенади на сиси се одстрањује средње оштрим маказама за купирање. Реп је добро одлакан, нешто дужом длаком.

### Предњи дио
Лопатица са надлактичном кости прави угао од око 90 степени. Надлактица у кретању ближе уз груди. Равне, запете и снажне ноге стоје вертикално ка земљи. Посматрано од напријед, спољне линије предњих ногу и шапа морају чинити вертикалну ка земљи и дошапље не смије одступити од вертикале ни унутра, а још мање напоље. Гледано са стране, дошапље не треба да је вертикално, већ благо косо управљено и напред ка земљи стојеће. Цјеваница, а нарочито везе у зглобовима морају бити здраве и не смеју бити лимфатично надувене. Дошапље је веома јако и чврсто и прелази у једну, више кашикасту, шапу. Мачје шапе су непожељне! Прсти морају бити добро затворени, један уз другог, а длака између њих мора бити густа. Јастучићи су једри и округли.

### Задње ноге
Бутина је широко усађена на дуге сапи, и протеже се у дуге и широке „панталоне“. Скочни зглоб је добро углован и веома снажан. Задње ноге треба да стоје добро напоље (далеко напоље), не смију бити ни стрме, а још мање подвучене. Гледано од позади, не смију бити ни сабљасте нити бачвасте или кревље, већ спољне линије ногу морају бити паралелне!

### Одлаканост
Крзно је чврсто, густо, таласто и дуго, али ипак не предуго, још мање кратко или свиласто. Длака треба да је благо таласаста (као астраган) или равна и густо прилежућа. Дужа, тања и свиласта длака је ловно неупотребљива и страна за препеличара. На потиљку, ушима и на сапима, често уковрџана длака. Њушка, лице и горњи дио лобање је прекривен кратком, али веома густом длаком. Уши су покривене коврџама или густом, таласастом длаком која се протеже и преко унутрашњих ивица. Крајеви кожног дијела нису видљиви. Простор између прстију је прекривен густом, сврсисходном, али не и предугом длаком. Када је снијег, дуга длака између прстију се скраћује.

### Боја
Узгаја се у два варијетета:
- - Једнобојно, тамнобраон, пуно пута са бијелом ознаком на грудима и прстима, такође са црвеним или жутим палежом изнад очију, на њушци, на ногама и оно аналног отвора. Боја земичке је непожељна.
  - браон сиња боја. Овдје је сиња боја основна (бијела и браон су присно помијешане) често браон глава, браон плећке такође и браон плашт преко цијелих леђа.

Овдје припада и браон бијело тачкасто са бијелом основном бојом и тиграсто са бијело-прскана и тачкаста основна боја и браон плоче, као и тробојност, а то значи браон-сиње боје, прскано или тиграсто са жутим или црвеним палежом, као код једнобојног, затим црвено или наранџасто-сиње боје и прскан код којих се умјесто браон појављује црвена или наранџаста.

### Озбиљне грешке
Изражен стоп. Грешке зубала. Капци који неприлежу добро, објешене, отворене лабрње. Висина испод 42 центиметра. Високоногост, слабе кости са кратким леђима, лоши мишићи на плећкама, искривљене ноге и црна боја.

## Савет одгајивача

### Животни услови
Најбоље живе у кући, али могу да се држе и у пећним кућицама у дворишту, гдје захтијевају доста контакта са члановима породице. Веома су лојални и највише дају у друштвеној атмосфери. Могу да живе у градовима, али захтијевају доста вјежбе и морају бити везани на повоцу како би се избјегли проблеми са мачкама. Њемачки препеличар има јаку ловачку жељу и могуће је да убију у лову. У сеоској локацији, могу бити пуштени са повоца, и могу да слободно шетају и трчкарају шумом јер ће се сигурно вратити да провјере гдје је газда.

### Вјежбање
У питању је ловачки пас који захтијева доста вјежбе. Ова раса воли воду и одлични су добављачи у води, па је често пливање одлична вјежба. Ово није раса која би се само повремено користила у лову.

### Четкање
Честим четкање ће одржати крзно у добром стању. Длака између прста треба да се често тримује, нарочито преко зиме са пуно снијега. Уши се морају често провјеравати како не би дошло до инфекције. Неки примјерци имају високо усађене уши, док други имају изразито шпанијелске уши (ниско објешене). Примјерци са ниским ушима чешће могу да добију инфекцију ушију. Послије лова, пас се треба добро прегледати, а нарочиту пажњу треба посветити очима и испрати их!